# Photoscotosia fulguritis
Photoscotosia fulguritis är en fjärilsart som beskrevs av W. Warren 1893. Photoscotosia fulguritis ingår i släktet Photoscotosia och familjen mätare. Inga underarter finns listade i Catalogue of Life.